# Lavanderías de la Magdalena en Irlanda

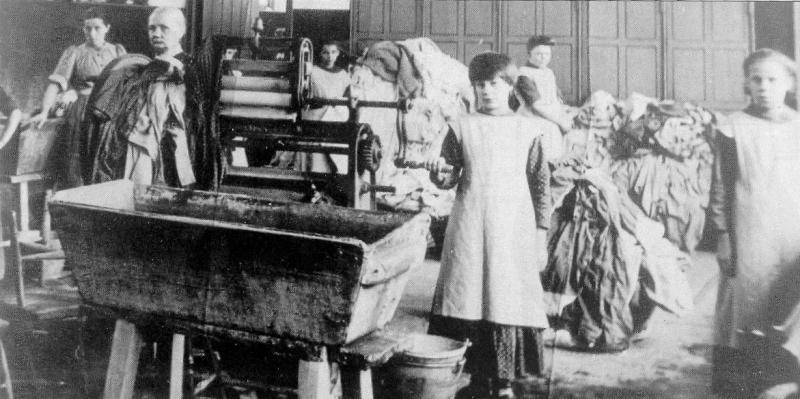
Lavandería de la Magdalena en Irlanda, alrededor de comienzos del.

Las Lavanderías de la Magdalena en Irlanda, también conocidas como Asilo de las Magdalenas, eran instituciones normalmente administradas por órdenes católicas, que operaron entre el siglo XVIII y mediados del siglo XX. Su misión aparente era albergar a «mujeres caídas» (esto es, mujeres que habían perdido su virginidad antes del matrimonio, mujeres que habían sido expulsadas de sus casas, mujeres que habían sido violadas, madres solteras, o prostitutas), de las cuales se estima que unas treinta mil fueron confinadas en estas instituciones en Irlanda. Las mujeres allí «albergadas», esencialmente madres solteras, mujeres consideradas no aptas para la sociedad, eran obligadas a trabajar sin remuneración en condiciones abyectas y bajo la estricta supervisión de monjas durante meses o años, a veces incluso de por vida. Tales trabajos de «redención» incluían hacer encajes, costuras o lavar ropa.
En 1993, se descubrieron tumbas sin marcar con 155 cadáveres en los terrenos de convento de una de las lavanderías en el norte de Dublín. Esto llevó a que medios de comunicación revelaran las operaciones de estas herméticas instituciones. En el 2013 se emitió una disculpa estatal formal y el gobierno irlandés arregló una compensación por 50 millones de libras irlandesas para las sobrevivientes. Las órdenes religiosas que administraban las lavanderías se han negado a las exigencias de los activistas de contribuir financieramente a este programa.

## Historia
El Asilo de la Magdalena de Dublín (a veces llamado Asilo de las Magdalenas para Mujeres Penitentes) ubicado en la tradicional Calle Leeson en Dublín fue la primera de estas instituciones en Irlanda. Era una institución administrada por la Iglesia de Irlanda, y aceptaba solamente a mujeres protestantes. Fue fundado en 1765 por la Lady Arabella Denny.
Los asilos de las Magdalenas administrados por órdenes católicas fueron los que sobrevivieron por más tiempo. Las lavanderías de la Magdalena en Irlanda eran sostenidas silenciosamente por el estado, y fueron manejadas por comunidades religiosas por más de doscientos años.
Acerca de las lavanderías, James Smith afirma que la «versión irlandesa tomó un carácter distinto». A las internas se les exigía trabajar, principalmente en lavanderías, en tanto que las instalaciones eran autosostenibles. Andrea Parott y Nina Cummings escribieron que «el costo de la violencia, opresión, y brutalidad en contra de las mujeres es enorme» y en su lucha por sobrevivir, las internas padecieron no sólo físicamente, sin también espiritual y emocionalmente.
En Belfast se fundó el Asilo de las Magdalenas de Úlster en 1839 en el Paso de Donegall. Instituciones similares eran administradas por católicos en Ormeau Road y por presbiterianos en Whitehall Parade.

## Mujeres caídas
A mediados del siglo XVIII, el término de «mujeres caídas» se refería principalmente a prostitutas, pero hacia finales del siglo XIX, las lavanderías de la Magdalena estaban llenas de muchas clases diferentes de mujeres, incluyendo jóvenes que no  eran «prostitutas en lo absoluto», sino «mujeres seducidas» o bien mujeres que aún no habían iniciado su vida sexual. Según Frances Finnegan, autora del libro Do Penance or Perish: A Study of Magdalen Asylums in Ireland (Haz Penitencia o Perece: Un Estudio de los Asilos de la Magdalena en Irlanda), «se exigía a los misioneros que se acercaran a las prostitutas y les distribuyeran libros religiosos, diseñados para ser leídos en momentos de «sobriedad» y distraer a las mujeres de sus vidas de vicio». Más aún, «el confinamiento de incluso prostitutas genuinas» a estas lavanderías «raramente redujo sus números en las calles, más de lo que lo hacía la muerte de una prostituta en particular», porque, según Finnegan, «en tanto la pobreza continuaba, y la demanda de mujeres públicas se mantenía, tales pérdidas eran fácilmente reemplazadas».
Raftery anotó que las instituciones no estaban cumpliendo con su supuesto objetivo: «las instituciones tuvieron poco impacto en la prostitución durante este periodo», y aun así seguían multiplicándose y expandiéndose debido a la mano de obra gratuita que las hacía autosuficientes. Puesto que no recibían pago alguno, señalaba Raftery, «parece claro que estas jóvenes fueron utilizadas como una fuente fácil de mano de obra gratuita para estos negocios de lavandería».

Además de esto, el estado de Irlanda y su gobierno estaban fuertemente entremezclados con la religión. De acuerdo con Finnegan:
El tema de la continuada demanda de prostitutas apenas si fue confrontado, con lo absortos que estaban los moralistas con la vergonzosa y más visible evidencia de la oferta. Y mientras admitían que la pobreza, el hacinamiento en los tugurios y la falta de oportunidades de trabajo le daban combustible a la actividad ... eludían los temas más amplios, insistiendo en la reforma moral individual (en vez de la social)
Finnegan escribió que con base en los registros históricos, las instituciones religiosas tenían motivaciones distintas a la de sencillamente querer disminuir la prostitución; estas motivaciones múltiples llevaron a la proliferación de estas instalaciones. Según Finnegan, a medida que las motivaciones empezaron a cambiar de una necesidad de mantener el orden social y moral dentro de los límites de la estructura patriarcal hacia un deseo de seguirse beneficiando de una mano de obra gratuita, las lavanderías de la Magdalena se hicieron parte de una estructura amplia de supresión.
Con la proliferación de estas instituciones y el subsiguiente «aumento drástico» en el número de camas disponibles en ellas, Finnegan señaló que la necesidad de dotar de personal a las lavanderías «se hizo cada vez más urgente». Esta urgencia, afirma Finnegan, tuvo como resultado una nueva definición de «mujeres caídas»: una que era mucho menos precisa y que se expandía hasta incluir a cualquier mujer que pareciera desafiar las nociones tradicionales de la moralidad irlandesa. Afirmó, además, que esta definición nueva tuvo como resultado aún más sufrimiento, «especialmente entre aquellas en creciente número que no eran prostitutas sino madres solteras—obligadas a entregar tanto a sus bebés como sus vidas».  Y así como este concepto de «caída» se expandió, lo propio ocurrió con las edificaciones, tanto en términos de tamaño físico y como en términos de su papel en la sociedad.
Las mujeres eran estigmatizadas como madres y criminales si llegaban a tener un hijo solteras. Las opciones que tenían las mujeres en esos tiempos eran muy limitadas. No tenían un sistema de bienestar social, y por lo tanto, muchas recurrían a la prostitución o se incorporaban a estos hogares de madres y niños, también conocidos como Lavanderías de la Magdalena.

## Expansión
Muchas instituciones religiosas crearon aún más lavanderías irlandesas, reformatorios y escuelas industriales, a veces todos juntos en el mismo terreno, con el objetivo de «salvar las almas, principalmente las de mujeres y niños». Ejemplos de esto fueron la Orden de Nuestra Señora de la Caridad y las Hermanas de Nuestra Señora de la Misericordia, quienes administraban las lavanderías más grandes en Dublín. Estos «grandes complejos» se convirtieron en un «sistema entrelazado masivo …cuidadosa y laboriosamente construido…a lo largo de muchas décadas» y en consecuencia, las lavanderías de la Magdalena se volvieron parte del «sistema más grande de control de niños y mujeres» en Irlanda (Raftery 18). Las mujeres y sus hijos «bastardos» eran «encarcelados por transgredir el estricto código moral de la época» y las mismas congregaciones religiosas controlaban los orfanatos, las escuelas de reformatorio y las lavanderías.  Así pues, estas instalaciones «se ayudaban a sostener una a la otra –las chicas de los reformatorios y las escuelas industriales a menudo terminaban trabajando el resto de sus vidas en las lavanderías de la Magdalena».  
Casi todas las instituciones eran controladas por congregaciones religiosas femeninas, es decir, por monjas, y estaban regadas por todo el país «en ubicaciones prominentes en pueblos y ciudades». De esta manera, de acuerdo con Raftery, eran poderosas y ubicuas, capaces de controlar eficazmente las vidas de mujeres y niños de «todas las  clases».
Esta segunda encarnación de las lavanderías de la Magdalena difería en gran manera de su primera encarnación, debido a su «longevidad» y a «su diversa comunidad de internas, que incluía casos perdidos, mujeres con retrasos  intelectuales…[y] mujeres provenientes las escuelas industriales y reformatorios».  Estas instituciones particulares intencionadamente compartían «características primordiales, que incluían un régimen de oración, silencio, trabajo en la lavandería, y una preferencia a tener internas permanentes,» lo cual, como lo señala Smith, «contradice la misión declarada de las congregaciones religiosas de proteger, reformar y rehabilitar».
A la vez que esta expansión tenía lugar y estas lavanderías se hacían una parte de una gran red de instituciones, el tratamiento hacia las chicas se hacía cada vez más violento y abusivo. Según Finnegan y Smith, los asilos se volvieron «particularmente crueles», «más herméticos» en su naturaleza y «enfáticamente más punitivos».  Aunque estas mujeres no habían cometido delito ninguno y nunca había sido llevadas a juicio, su encarcelación indefinida era llevada a cabo en la práctica a través de candados, portones de hierro y guardias de prisión en forma de monjas apáticas. Para 1920, según Smith, las lavanderías de la Magdalena habían dejado de afirmar casi por completo que su objetivo era la rehabilitación y en cambio, se habían «mezclado fácilmente en la arquitectura estatal de contención».
De acuerdo con la historiadora Frances Finnegan, al comienzo de la existencia de estos asilos, debido a que muchas de las mujeres tenían un historial como prostitutas, las mujeres (a quienes se llamaba «niñas») eran consideradas «en necesidad de penitencia», y hasta los años setenta se les exigía dirigirse a todas las miembros del personal como «madres» independientemente de su edad. Para aplicar el orden y mantener una atmósfera monástica, las internas eran obligadas a observar un estricto silencio durante gran parte del día.
A medida que el fenómeno se hacía más extendido, se esparció más allá de la prostitución hasta abarcar a delincuentes insignificantes, huérfanas, mujeres con discapacidades intelectuales y jóvenes que habían sufrido maltrato. Un informe de 2013 hecho por un comité inter-departmental presidido por el senador Martin McAleese no encontró ninguna evidencia de que mujeres solteras hubiesen dado a luz en el asilo. Incluso jóvenes que eran consideradas demasiado promiscuas y coquetas o demasiado bonitas, eran enviadas a un asilo por sus familias. Esto era un paralelo de la práctica de los asilos para lunáticos o manicomios administrados por el estado en Gran Bretaña e Irlanda durante el mismo periodo, donde muchas personas con supuesta «disfunción social» eran internadas en asilos. Sin que hubiera un familiar en el exterior que pudiera responder por ellas, muchas de las mujeres encarceladas permanecían en los asilos por el resto de sus vidas, muchas tomando los votos religiosos.
Dados los valores sexuales históricamente conservadores de Irlanda, los asilos de la Magdalena fueron una institución social generalmente aceptada hasta bien avanzada la segunda mitad del siglo XX. Desaparecieron con los cambios en los valores sexuales —o, como sugiere Finnegan, cuando dejaron para ser rentables: «Posiblemente el advenimiento de la lavadora ha sido tan instrumental en cerrar estas lavanderías como lo ha sido el cambio de actitudes».
Sin embargo, esto lo contradicie el Informe McAleese de 2013, el cual abordó específicamente el asunto del beneficio económico: «Una idea común ha sido que las lavanderías eran altamente rentables». El comité observó que en algunos casos esta malinterpretación podía remitirse a informes de los medios de comunicación que reportaban ingresos pero no deducían los gastos. «Los resultados del análisis financiero llevado a cabo tienden a apoyar la perspectiva que las lavanderías de la Magdalena eran operadas apenas al nivel de subsistencia o cerca de la quiebra - más que por razones comerciales o de ser altamente rentables». «Las monjas no eran hábiles en la administración de una empresa comercial. Las lavanderías, mientras duró su administración, eran operadas como una fuente de fondos para sostener la manutención de las jóvenes y mujeres junto con una contribución al sostenimiento de las monjas».[23] «Las cifras parecen apoyar la afirmación de las monjas respecto a que el propósito de la lavandería era a la vez “brindar a las residentes una actividad y producir fondos para mantenerlas, y que nunca se hizo por propósitos de rentabilidad».[24] El informe, al discutir el tema de las finanzas, se contradice, citando informes de auditoría que señalan que «Los recibos de ventas de la lavandería eran aplicados a la manutención de las residentes y las religiosas» y a la vez que «no hay ninguna evidencia que la operación de las lavanderías tuviera un beneficio financiero a la Orden».

## Número de internas
Se estima que unas 30,000 mujeres estuvieron confinadas en estas instituciones en los siglos XIX y XX, aproximadamente 10,000 de las cuales fueron admitidas luego de la independencia de Irlanda en 1922. Smith afirma que «no sabemos cuántas mujeres residieron en las instituciones de la Magdalena» después de 1900.  Información crucial acerca de las circunstancias de las mujeres, su número, y las consecuencias de su encarcelación es desconocida. «No tenemos historia oficial sobre el asilo de la Magdalena en la Irlanda del siglo XX», escribió Smith. Debido a la «política de reserva» de las instituciones religiosas, sus registros de penitentes y los anales de convento se mantienen clausurados hasta el día de hoy, a pesar de repetidas peticiones de información. Como resultado directo de estos registros faltantes y el compromiso de reserva de las instituciones religiosas, las lavanderías de la Magdalnea pueden existir solamente como «narraciones más que historia».  Aunque el último asilo de la Magdalena en Irlanda encarceló mujeres hasta 1996, no hay ningún registro que dé cuenta de «casi un siglo entero» de mujeres que ahora «constituyen los desaparecidos de la nación,» que fueron «excluidas, silenciadas o castigadas», y quienes, como lo dice Smith «no importaban o no importaban lo suficiente» a una sociedad que «buscaba negar y hacer invisibles sus desafíos» a sus ideas concebidas del orden moral.

## Fosa común

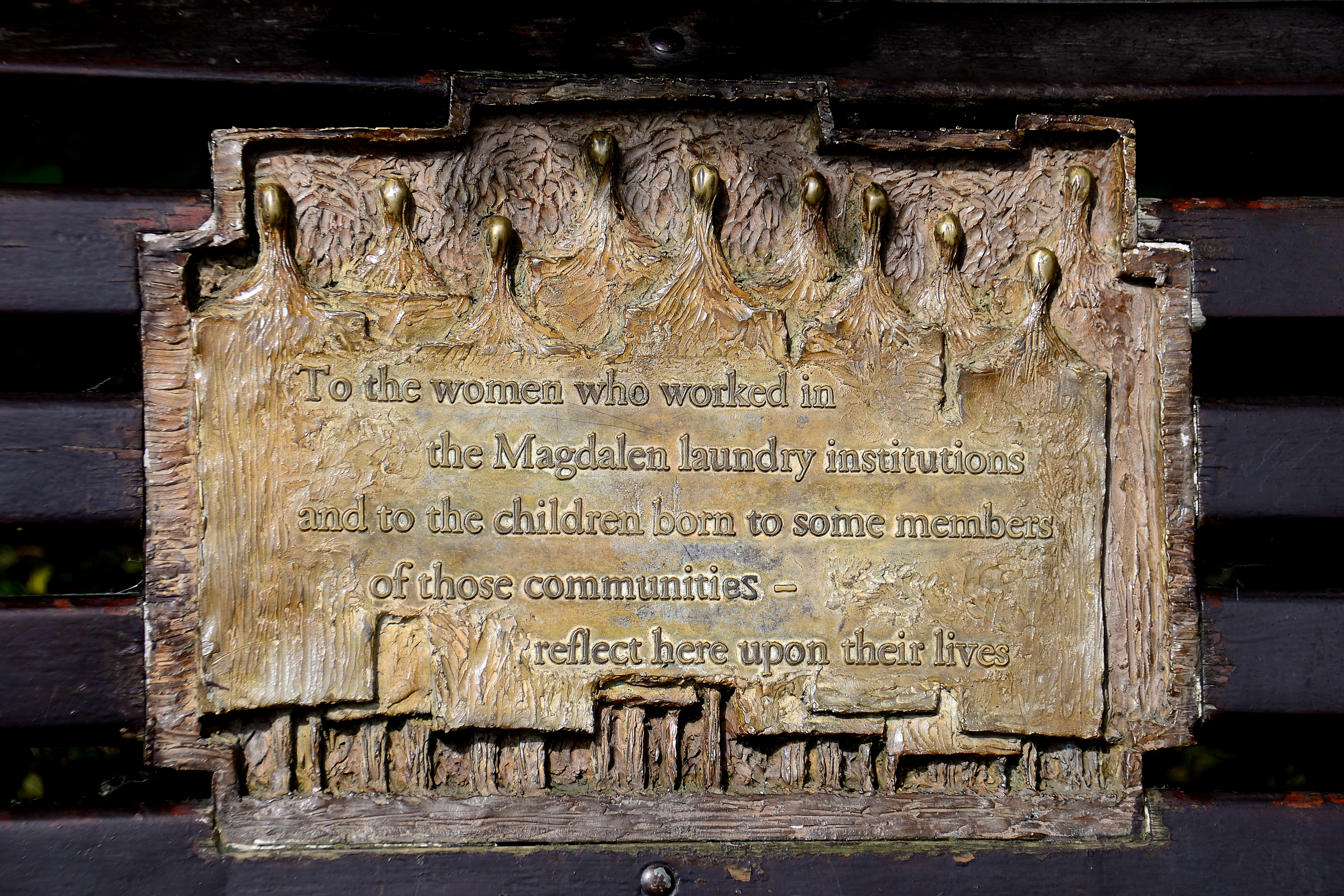
La silla Magdalena en el Green Park, Dublinde St. Stephen, Dublín. La placa traduce: «A las mujeres que trabajaron en las instituciones de lavandería de la Magdalena y a los niños nacidos de algunas miembros de esas comunidades - reflexionen aquí sobre sus vidas».

En Dublín en 1993, las Hermanas de la Orden de Nuestra Señora de la Caridad habían perdido dinero en su participación en acciones en la bolsa de valores. Para cubrir sus pérdidas, vendieron parte de los terrenos de su convento a una constructora. Esto llevó al descubrimiento de 133 cadáveres en una fosa común. Las Hermanas lograron hacer cremar los restos y volver a sepultarlos en otra fosa común en el Cementerio de Glasnevin, dividiendo el costo del nuevo entierro con la constructora que había comprado el terreno. Se supo más tarde que había 22 cadáveres más de los que las hermanas habían solicitado permiso para exhumar. En total, 155 cadáveres fueron exhumados y cremados.
Aunque inicialmente no se reportó, esto finalmente desencadenó un escándalo público, trayendo una atención sin precedentes a las reservadas instituciones. En 1999, las antiguas internas del asilo Mary Norris, Josephine McCarthy y Mary-Jo McDonagh dieron declaraciones sobre cómo había sido su tratamiento. El documental de 1997 del Canal 4 Sexo en un Clima Frío entrevistó a antiguas internas de los Asilos de la Magdalena quienes testificaron acerca de continuos abusos sexuales, psicológicos y físicos mientras eran aisladas del mundo exterior por una cantidad indefinida de tiempo. Las acusaciones acerca de las condiciones en los conventos y del tratamiento hacia las internas fueron convertidas en la galardonada película Las Hermanas de la Magdalena, de 2002, escrita y dirigida por Peter Mullan.
En junio de 2011, Mary Raftery escribió en The Irish Times que para comienzos de los años 40 algunas instituciones estatales irlandesas, como el ejército, pasaron de usar lavanderías comerciales a «lavanderías institucionales» (lavanderías de la Magdalena). En ese momento existía la preocupación en la Asamblea Irlandesa (Dáil) de que los trabajadores de las lavanderías comerciales estaban perdiendo sus trabajos debido al cambio a lavanderías institucionales. Oscar Traynor, Ministro de Defensa, afirmó que los contratos con las lavanderías de la Magdalena «contienen una cláusula de sueldos justos», si bien las mujeres en aquellas lavanderías no recibía  sueldo alguno.
El Irish Times reveló que un libro de contabilidad incluía el palacio de Áras un Uachtaráin, la cervecera Guinness, la tienda Clerys, el Teatro Gaiety, el Hospital del Dr. Steevens, el Banco de Irlanda, el Departamento de Defensa, los Departamentos de Agricultura y Pesca, el sistema de transporte irlandés (CIÉ), el Club de Golf Portmarnock , el Club de Golf Clontarf y varios grandes hoteles entre las entidades que utilizaban las lavanderías de la Magdalena. Esto lo reveló Steven O' Riordan, un joven cineasta irlandés quien dirigió y produjo un documental, The Forgotten Maggies (Las Magdalenas Olvidadas). Es el único documental hecho en Irlanda acerca de este tema y tuvo su premier en el Galway Flim Fleadh en 2009. Fue emitido por la estación televisiva irlandesa TG4 en el año 2011, atrayendo más de 360,000 espectadores. El sitio web del documental anota que un grupo llamado Magdalene Survivors Together (Sobrevivientes de las Magdalenas Unidas) se formó luego de la presentación del documental, debido a que muchas mujeres de la Magdalena se presentaron después de su emisión. Las mujeres que aparecieron en el documental fueron las primeras mujeres de la Magdalena en reunirse con oficiales de gobierno irlandés. Trajeron atención nacional e internacional al tema.

## Reparaciones
Desde el año 2001, el gobierno irlandés ha admitido que las mujeres en las lavanderías de la Magdalena eran víctimas  de abuso. Sin embargo, el gobierno irlandés se ha resistido a las solicitudes de investigación y a propuestas de compensación. El gobierno mantiene que las lavanderías eran administradas por empresas privadas y que los abusos en ellas se encuentran fuera de la jurisdicción del gobierno. En contraste con estas afirmaciones, existe evidencia de que los tribunales irlandeses enviaban de manera rutinaria a las lavanderías a mujeres condenadas por delitos menores, que el gobierno otorgaba lucrativos contratos a las lavanderías sin insistir en absoluto sobre la protección y el trato justo a sus trabajadoras, y que empleados estatales irlandeses ayudaban a mantener las instalaciones de las lavanderías dotadas de trabajadoras llevando mujeres a trabajar allí y llevando de vuelta a trabajadoras que escapaban.

## Publicación del informe de indagación de 2013
Tras hacer presión al gobierno de Irlanda por dos años para que se investigara la historia de las lavanderías de la Magdalena, el grupo de defensa Justicia para las Magdalenas presentó su caso ante la Convención contra la tortura y otros tratos o penas crueles, inhumanas o degradantes de las Naciones Unidas, alegando que las condiciones dentro de las lavanderías de la Magdalena y la explotación de sus trabajadoras constituía violaciones a los derechos humanos. El 6 de junio de 2011, el panel instó a Irlanda a «investigar las denuncias respecto a que por décadas mujeres y jóvenes enviadas a trabajar en las lavanderías católicas fueron torturadas». En respuesta, el gobierno irlandés designó un comité presidido por el senador Martin McAleese, para establecer los hechos de la implicación del estado irlandés en las lavanderías de la Magdalena.
Después de una investigación de 18 meses, el comité publicó su informe el 5 de febrero de 2013, encontrando colusión estatal «significativa» en la admisión de miles de mujeres a las instituciones. El informe encontró que más de 11,000 mujeres habían ingresado a las lavanderías desde 1922. Se reportaron niveles significativos de abuso verbal hacia las mujeres en su interior, pero no se hizo ninguna sugerencia de abuso físico o sexual regular. Las supervivientes de mayor edad anunciaron que irían a huelga de hambre debido al fracaso de los sucesivos gobiernos irlandeses en crear un esquema de reparación financiero para los miles de las mujeres allí esclavizadas El Taoiseach Enda Kenny, a la vez que manifestaba su dolor por los abusos revelados, no emitió una disculpa inmediata, lo que llevó a críticas por parte de otros miembros de la asamblea (Dáil Éireann). Kenny prometió que « habría un debate completo en la Dáil acerca del informe dos semanas después de que las personas tuvieran una oportunidad de leer el informe». Las supervivientes criticaron que no hubiera una inmediata disculpa.

## Compensación y disculpas estatales
El 19 de febrero de 2013, el Taoiseach Enda Kenny emitió una disculpa estatal formal. Describió a las lavanderías como «la vergüenza de la nación» y dijo, 

«Por tanto, yo, como Taoiseach, en representación del Estado, el gobierno y nuestros ciudadanos lamento profundamente y pido disculpas sin reservas a todas aquellas mujeres por el daño que se les inflingió y por cualquier estigma que padecieron, como resultado del tiempo que pasaron en una lavandería de la Magdalena».

El Taoiseach también esbozó parte del paquete de compensación que sería ofrecido a las víctimas de las Lavanderías de la Magdalena Ropas sucias. Declaró: 

«Es por ello que el Gobierno ha solicitado hoy al Presidente de la Comisión de Reforma Legislativa, el juez John Quirke, que emprenda una revisión de tres meses y que haga recomendaciones respecto a los criterios que deberían aplicarse en evaluar la ayuda que el gobierno puede proporcionar en los temas de pagos y otros soportes, incluyendo la emisión de una tarjeta médica, servicios psicológicos y de consejería y otras necesidades de bienestar».

## Reacción católica
En febrero de 2013, unos días después de la publicación del Informe McAleese, dos religiosas dieron una entrevista a RTÉ Radio 1 bajo condiciones de anonimato para ellas y su institución. Describieron el cubrimiento en los medios de comunicación irlandesa del abuso en las lavanderías (en el cual afirmaron no haber participado), como «un foro anticatólico unilateral». No mostraron ningún remordimiento por el pasado de las instituciones: «¿Disculparse por qué? ¿Disculparse por brindar un servicio? Le brindamos un servicio gratuito al país». Se quejaron de que «toda la vergüenza de la era está siendo vertida en las órdenes religiosas... Los pecados de la sociedad se nos están siendo achacados». Al escuchar la entrevista, un grupo de supervivientes anunció a la prensa que estaban «impresionadas, horrorizadas y enormemente molestas» por cómo las religiosas habían descrito los acontecimientos.
En un detallado comentario del presidente de la Liga católica, un grupo de interés estadounidense, publicado en julio de 2013, se afirma que «Nadie fue encarcelado, ni forzado contra su voluntad a quedarse. No había ninguna esclavitud, ... Todo es una mentira». Las internas son descritas como «prostitutas, y mujeres vistas como candidatas probables a la 'profesión más antigua del mundo.' Las mujeres solteras, particularmente aquellas que eran madres, eran candidatas probables. Contrariamente a lo que se ha informado, las lavanderías no les eran impuestas a estas mujeres: eran una respuesta realista a un creciente problema social [la prostitución]».
En 1955, mientras aún ocurría el abuso a las internas, el escritor inglés Halliday Sutherland visitaba Irlanda para recopilar material para su libro Irish Journey. Cuando solicitó permiso para visitar el asilo de Galway, Michael Browne, el obispo local, a regañadientes le concedió el acceso sólo a condición de que permitiera que su narración fuera censurada por la madre superiora. El manuscrito sin censurar fue descubierto por el nieto de Sutherland en 2013 y publicado en 2014.
Las instituciones religiosas de las Hermanas de la Misericordia, la Congregación de Nuestra Señora de la Caridad del Buen Pastor y las Hermanas de la Caridad de Irlanda han rechazado las peticiones del gobierno irlandés, del Comité de los Derechos del Niño de las Naciones Unidas y de la Convención contra la tortura y otros tratos o penas crueles, inhumanas o degradantes de contribuir al fondo de compensación para las víctimas supervivientes, de las cuales se estima que unas 600 estaban con vida aún para marzo de 2014.
En 2011 se levantó un monumento en Ennis en el sitio donde otrora se encontraba la Escuela Industrial y la lavandería de la Magdalena ropa sucia en agradecimiento a las Hermanas de la Misericordia. Hasta al menos el año 2015, el Consejo Local Municipal de Ennis se sentía bastante seguro (a pesar de los hallazgos de los informes McAleese y Ryan) para rebautizar un camino (que pasaba a través del sitio de la antigua Escuela Industrial y Lavandería) en honor de las Hermanas de la Misericorida. Hay un conflicto de perspectivas con respecto a lo apropiado de estos gestos en esta población del Condado de Clare.

## Representaciones en los medios de comunicación

### Las Hermanas de la Magdalena
Las Hermanas de la Magdalena, una película de Peter Mullan de 2002, se centra en cuatro jóvenes encarceladas en una Lavandería de la Magdalena en Dublín entre 1964 y 1968. La película se basa liberalmente y es «inspiradada en gran parte» en el documental de 1998 Sex in a Cold Climate (Sexo en un Clima Frío), que documenta las narraciones de las experiencias de cuatro supervivientes en instituciones de la Magdalena en Irlanda.  Una superviviente que vio la película de Mullan afirmó que la realidad de los asilos de la Magdalena era «mil veces peor».
James Smith escribió que «Mullan compensa el largo silencio histórico» que permitió a las lavanderías y las violaciones de parte de las instituciones religiosas «mantener su reserva e invisibilidad».
La película es producto de un colectivo que incluye a las cuatro supervivientes (Martha Cooney, Christina Mulcahy, Phyllis Valentine, Brigid Young) que contaron su historia en Sexo en un Clima Frío, la consultante histórica y las investigadoras del documental que contribuyeron información histórica (Miriam Akhtar, Beverely Hopwood y Frances Finnegan), los directores de las dos películas (Steve Humphries y Peter Mullan, respectivamente), el guionista de Las Hermanas de la Magdalena que creó una narrativa (Peter Mullan, de nuevo) y los actores y actrices de la película.

### Otras películas y obras de teatro
- An Tríail  - una obra de teatro en lengua irlandesa escrita por Máiréad Ní Ghráda, presentada por primera vez en 1964 y que contiene una escena en una Lavandería de la Magdalena
- Les Blanchisseuses de  Magdalene - Un documental de 1998 de France 3/Sunset Presse (consultante histórica: Frances Finnegan)
- The Magdalen Whitewash, una obra de teatro sobre las lavanderías, fue escrita por Valerie Goodwin y actuada por el grupo de teatro Coolmine en el Centro de Artes Draíocht en Dublín, en 2002.[69]
- Eclipsed, una obra de teatro sobre las Lavanderías de la Magdalena, escrita por Patricia Burke-Brogan en los años 80. Burke-Brogan había trabajado en las lavanderías en los años 60. Eclipsed fue presentada por primera vez en 1992.
- The Quane's Laundry, una obra de teatro sobre las lavanderías de la Magdalena, ubicada en Dublín en el año 1900, escrita por Imelda Murphy en 2007.[70][71]
- Sinners (2002), película para televisión. Director Aisling Walsh, Libretista Lizzie Mickery, Editor Scott Howard Thomas
- Laundry, una obra de teatro de ANU productions, dirigida por Louise Lowe, en 2011.
- The Magdalen Martyrs, el tercer episodio de la primera temporada de la serie de televisión Jack Taylor, septiembre de 2011, se enfoca en una lavandería de la Magdelena en Galway.
- The Devil's Doorway una película de terror de 2018 (En otoño de 1960, el padre Thomas Riley y el padre John Thornton fueron enviados por el Vaticano a investigar un milagroso evento en un hogar irlandés para 'mujeres caídas', sólo para descubrir algo mucho más aterrador.)

## Otras Lecturas
- Finnegan, Frances (1998), «Article submitted to The Irish Times in 1998 in support of Channel 4's Documentary Sex in a Cold Climate», The Irish Times.
- Hogan, Caelainn (2019), Republic of Shame: Stories from Ireland’s Institutions for ‘Fallen Women’, Penguin Books.